# Napata
Napata é uma antiga cidade na margem ocidental do rio Nilo, na Núbia, a região do vale do rio Nilo que atualmente é partilhada pelo Egito e pelo Sudão, a cerca de 300 km a norte de Cartum. Foi construída por volta de 1450 a.C. pelo faraó egípcio Thutmose III, perto da montanha sagrada de Jebel Barcal, que fixava o limite sul do seu império.
Cerca de 300 anos mais tarde, Napata tornou-se a capital de um reino núbio independente, o Reino de Cuxe. Entre  720 a.C. e 660 a.C., os seus reis dominaram o Egito, formando a 25.ª dinastia. Depois dos cuxitas serem expulsos do Egito, Napata continuou a ser a residência real e centro religioso até cerca de  350, quando o reino foi dominado pelo Reino de Axum.
As suas ruínas incluem, pelo menos 13 templos e 3 palácios, que foram pela primeira vez conhecidos e descritos por exploradores europeus na década de 1820. Por essa razão, Napata foi colocada pela UNESCO, em 2003, na lista dos locais que são património mundial.